# مسیحی (فیلم ۱۹۳۹)

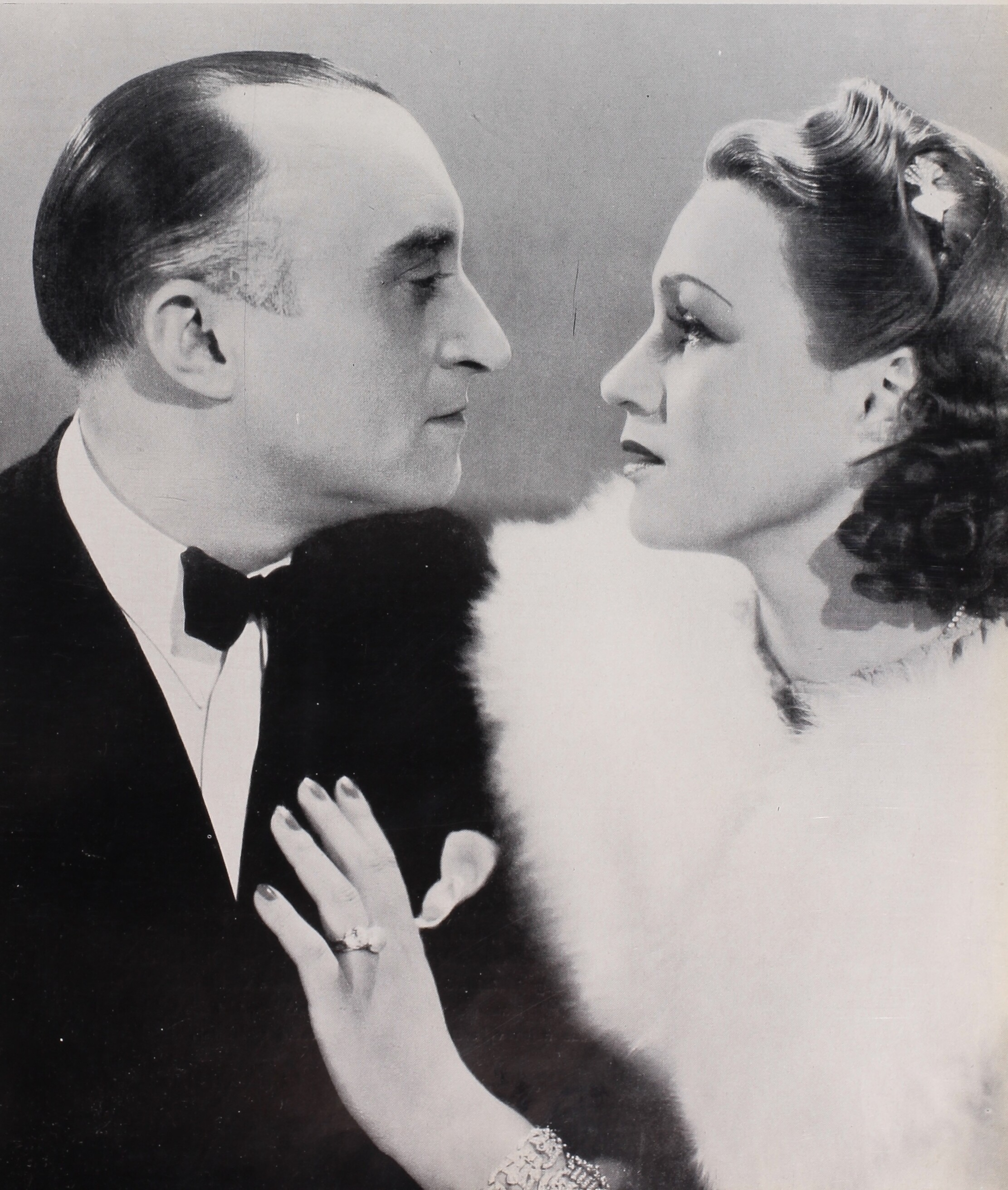
فیلمی کمدی

«مسیحی» (چکی: Kristián) یک فیلم است که در سال ۱۹۳۹ منتشر شد.